# R Commander
R Commander — графический интерфейс для языка программирования R. Распространяется под лицензией GNU GPL.
Язык программирования R, оснащенный Rcmdr вместе со связанными с R Commander плагинами представляет свободную альтернативу коммерческому пакету SPSS. Приложение полезно для новичков, так как выполнение анализа сопровождается выводом кода R.
Rcmdr может быть проинсталлирован прямо из R, как пакет R. Интеграция с Microsoft Excel обеспечивается пакетом RExcel с графическим инсталлятором.
Rcmdr версии 1.4-4 поддерживает следующие плагины: (Актуальный список можно посмотреть в CRAN Архивная копия от 21 августа 2008 на Wayback Machine.
- RcmdrPlugin.Export — графический экспорт объектов в LaTeX или HTML
- RcmdrPlugin.FactoMineR Архивная копия от 4 марта 2016 на Wayback Machine — графический пользовательский интерфейс для FactoMineR
- RcmdrPlugin.HH Архивная копия от 4 марта 2016 на Wayback Machine — поддержка для пакета HH
- RcmdrPlugin.IPSUR Архивная копия от 9 октября 2015 на Wayback Machine — введение в оценку и статистику с использованием R
- RcmdrPlugin.SurvivalT — Rcmdr Survival Plug-In
- RcmdrPlugin.TeachingDemos Архивная копия от 4 марта 2016 на Wayback Machine — Rcmdr Teaching Demos Plug-In
- RcmdrPlugin.epack Архивная копия от 4 марта 2016 на Wayback Machine — Rcmdr plugin for time series
- RcmdrPlugin.orloca Архивная копия от 4 марта 2016 на Wayback Machine — orloca Rcmdr Plug-in